# قائمة المجرات المرئية

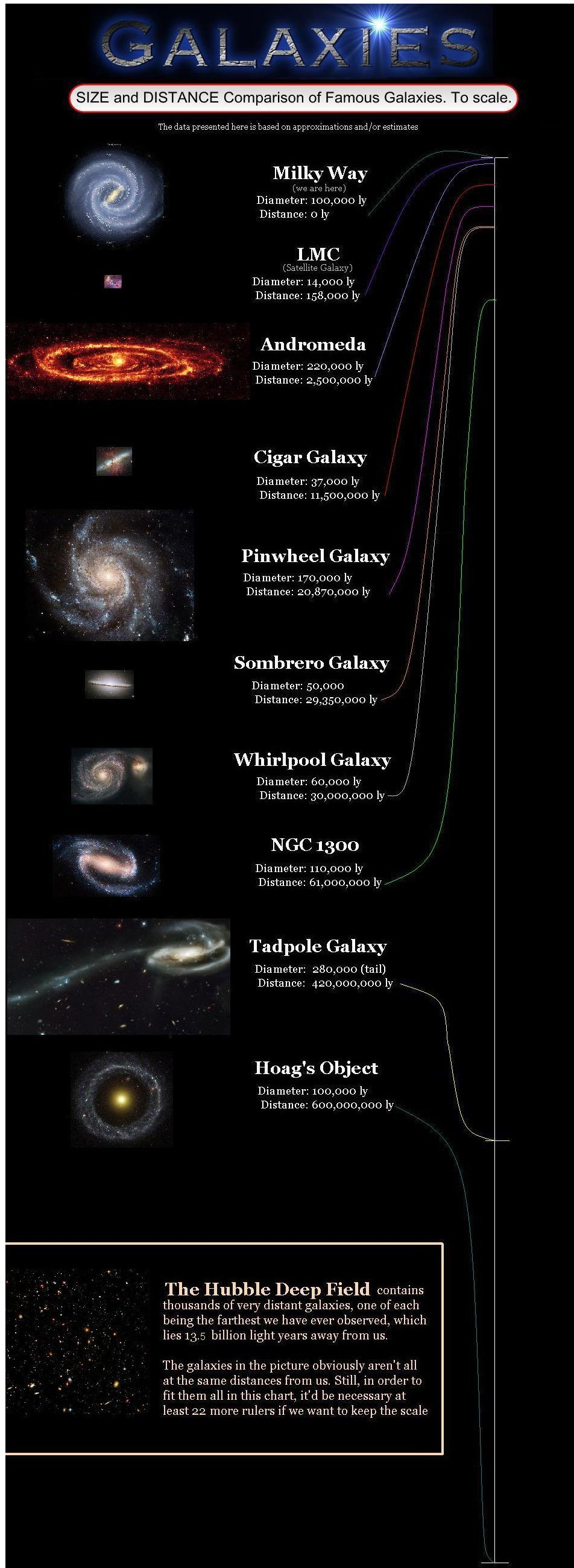
الحجم على اليسار البعد والأسماء على اليمين لبعض من أشهر المجرات للمقارنة.

يقدر عدد المجرات في الكون المنظور بحوالي 100-200 مليار مجرة، وهناك ما يقارب 50 مجرة في المجموعة المحلية و أكثر من 100.000 عنقود مجري محلي .لا يوجد مصطلح عالمي لتسمية المجرات، فلقد تم تصنيفها وتسميتها في الغالب قبل حتى تميزها ما إذا كان الجرم مجرة أو لا .

## مجرات يمكن مشاهدتها بالعين المجردة
- القائمة

| المجرة                         | القدر الظاهري | المسافة                        | الكوكبة         | ملاحظات                                                                                     |
| ------------------------------ | ------------- | ------------------------------ | --------------- | ------------------------------------------------------------------------------------------- |
| درب التبانة                    | -6.5          | 0                              | الرامي          | انها مجرتنا، أكثر شئ مرئي في سماء الليل او جزء منها، بما فيها منطقة التفادي.                |
| سحابة ماجلان الكبرى            | 0.9           | 160 kly (50 kpc)               | التنين/ الجبل   | تشاهد فقط من الجزء الجنوبي من الأرض.                                                        |
| سحابة ماجلان الصغرى            | 2.7           | 200 kly (60 kpc)               | الطوقان         | تشاهد فقط من الجزء الجنوبي من الأرض.                                                        |
| اندروميدا مجرة المرأة المسلسلة | 3.4           | 2.5 Mly (780 kpc)              | المرأة المسلسلة | كان يطلق عليها سابقا سديم اندروميدا العظيم.                                                 |
| مجرة المثلث                    | 5.7           | 2.9 Mly (900 kpc)              | المثلث          | ضوء المجرة منتشر ومشتت في الفضاء لذلك رؤيتها تتأثر بأدنى تلوث ضوئي.                         |
| قنطورس أ                       | 6.84          | 13.7 ± 0.9 Mly (4.2 ± 0.3 Mpc) | قنطورس          | تم رصد هذة المجرة بواسطة العين المجردة من قبل جيمس أوميرا                                   |
| مجرة بودي                      | 6.94          | 12 Mly (3.6 Mpc)               | الدب الأكبر     | عدد كبير من هواة الفلك ابلغوا عن مشاهدتهم هذة المجرة بالعين المجردة في ظل ظروف رصد مثالية . |
| مجرة معمل النحات إن جي سي 253  | 8.0           | 11.4 ± 0.7 Mly (3.5 ± 0.2 Mpc) | معمل النحات     | نسبة لعالم الفلك براين سكيف تم الإبلاغ قديماً عن مشاهده هذة المجرة بالعين المجردة.           |
| مسييه 83                       | 8.2           | 14.7 Mly (4.5 Mpc)             | الشجاع          | هناك عدد كبير من البلاغات عن مشاهدة م 83 بالعين المجردة.                                    |